# Mediodactylus amictopholis
Mediodactylus amictopholis, también conocido como gecko libanés de dedos delgados,  es una especie de geco del género Mediodactylus, familia Gekkonidae, orden Squamata. Fue descrita científicamente por Hoofien en 1967.

## Distribución
Se distribuye por Israel y el Líbano. Se ha encontrado a elevaciones de hasta 2000 metros.